# أمكريو
أمكريو قرية مغربية تقع على ضفة المحيط الأطلسي، جنوب مدينة طرفاية. إداريا، تنتمي أمكريو إلى جماعة طاح في إقليم طرفاية التابع لجهة العيون الساقية الحمراء

## الموقع الجغرافي
تقع أمكريو على الطريق الساحلية الرابطة بين مدينتي العيون و طرفاية، على بعد 44 كيلومترا جنوب طرفاية وحوالي 60 كيلومترا شمال العيون. 

## النشأة
تم إنشاء قرية أمكريو سنة 2005 في إطار برنامج تنموي لوزارة الفلاحة والصيد البحري، يهدف إلى إنشاء قرى الصيادين ونقط تفريغ مجهزة على امتداد الساحل المغربي، من أجل تعزيز قطاع الصيد البحري وإنعاش الصيد التقليدي. و هي واحدة من القرى العشرة المنشأة في المناطق الجنوبية ( جهة العيون الساقية الحمراء و جهة الداخلة وادي الذهب ) ، و الوحيدة في إقليم طرفاية.

## الساكنة
تتكون ساكنة أمكريو أساسا من الصيادين، حيث تضم ما بين 300 و 400 صياد، يعيشون فيها بشكل موسمي.

## النقل
لا تتوفر أمكريو حاليا على محطة طرقية أو نقطة عبور للنقل العمومي. و أقرب المحطات إليها هي محطة طرفاية ( 44 كلم ) و محطة العيون ( 60 كلم ).
أما بخصوص النقل الجوي، فإن أقرب مطار لأمكريو هو مطار الحسن الأول بمدينة العيون.

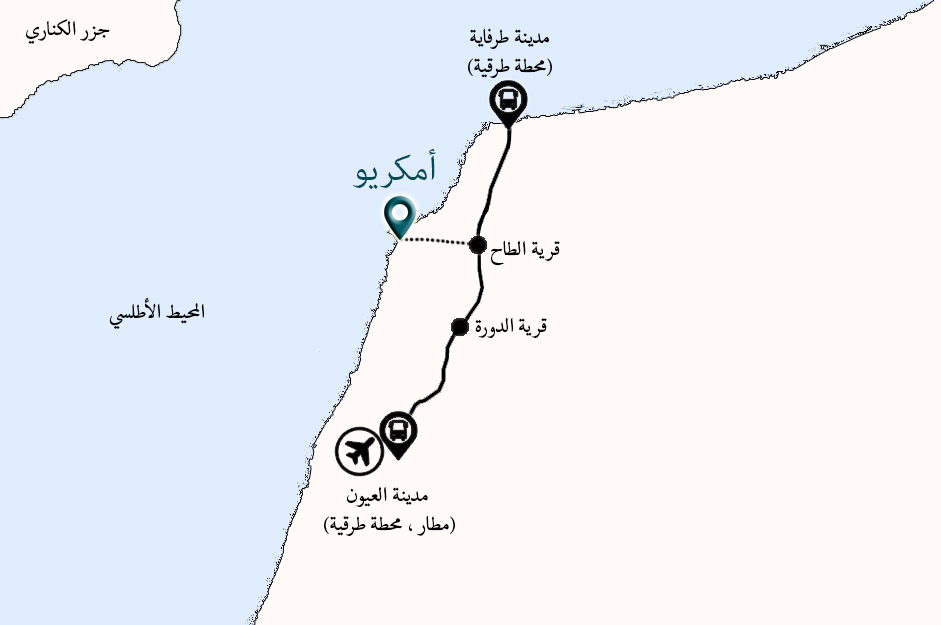
أقرب المحطات الطرقية و المطارات لقرية أمكريو